# Wolfsheim
A Wolfsheim 1987 és 2004 között aktív német dark wave/szintipop-együttes volt Hamburgból. Tagjai Peter Heppner énekes és Markus Reinhardt voltak. Habár hivatalosan nem oszlottak fel, 2005 óta inaktívak heves jogi viták miatt, amelyek következtében egyik zenész sem léphet fel "Wolfsheim" néven a másik nélkül.
Az együttes az újromantikus mozgalomból és a new wave-ből merített munkássága során, legismertebb dalaik közé tartozik a debütáló kislemezük, az 1991-es "The Sparrows and the Nightingales", továbbá az 1998-as "Once in a Lifetime" és a 2003-as "Kein Zurück". Dalaik általában melankolikusak, ugyanakkor modernisták.

## Diszkográfia

### Stúdióalbumok
- 1992: No Happy View
- 1993: Popkiller
- 1995: 55578
- 1996: Dreaming Apes
- 1999: Spectators
- 2003: Casting Shadows

### Kislemezek
- 1991: "The Sparrows and The Nightingales"
- 1992: "It's Not Too Late (Don't Sorrow)"
- 1992: "Thunderheart"
- 1993: "Now I Fall"
- 1994: "Elias"
- 1995: "Closer Still"
- 1996: "A New Starsystem Has Been Explored"
- 1998: "Once in a Lifetime"
- 1998: "It's Hurting for the First Time"
- 1999: "Künstliche Welten"
- 1999: "Sleep Somehow" (vinyl only)
- 2003: "Kein Zurück"
- 2003: "Find You're Gone"
- 2004: "Blind 2004"